# Nathan Kress
Nathan Karl Kress, född 18 november 1992 i Glendale i Kalifornien, är en amerikansk skådespelare. Kress är som mest känd som karaktären  Freddie Benson ( Fredward Benson ) i TV-serien Icarly som sändes på Nickelodeon Från 2007-2012.
Den 21 december 2017 välkomnade han och hustrun London Elise Kress en dotter.

## Film
- Babe – en gris kommer till stan
- Pickled
- Lilla kycklingen
- Magnus, Inc.
- Bag
- NimBlingDit
- Gym Teacher: The Movie
- Game of Your Life
- Snowflake, the White Gorilla
- Into the Storm
- Tell Me How I Die
- Breaking Brooklyn

## TV
- Jimmy Kimmel Live!
- House MD
- Shuriken School
- Without a Trace
- The Suite Life of Zack & Cody
- Drake & Josh
- Notes from the Underbelly
- iCarly
- Glenn Martin, DDS
- True Jackson, VP
- The Penguins of Madagascar
- Victorious
- Figure It Out
- Mr. Young
- Major Crimes
- Sam & Cat
- Growing Up Fisher
- Hawaii Five-0
- Henry Danger

## Webbserie
- Video Game High School

## Regissör

### Television
- Henry Danger
- Game Shakers